# Toulois
Le Toulois est une région naturelle de Lorraine, qui fut aussi une des anciennes provinces françaises, dont le chef-lieu était Toul.
Il formait l'un des neuf petits gouvernements militaires de la France. Ce gouvernement avait été détaché de celui de Metz (appelé auparavant gouvernement des Trois-Évêchés).
Il se composait de deux districts : la ville de Toul, et l'évêché de Toul (avec les prévotés de Liverdun et de Vicherey).

## Anciens Pays (Pagi) limitrophes du Toulois[1],[2]
| Verdunois Pays de Carmes                                       | Scarponnais Woëvre           | Pays de Nied Pays messin Saulnois        |
| Pays de Commercy - Bedensis Barrois Pays de Blois - Blesiensis | Toulois                      | Chaumontois Vermois                      |
| Pays de Vaux (Vaucouleurs) Ornois Bassigny                     | Soulossois Pays de Mirecourt | Saintois Pays de Saint-Dié Pays d'Havend |

## Le Toulois archéologique
Le Toulois est inclus dans le territoire des Leuques, couramment dénommé « oppidum des Leuques ». Un travail universitaire a permis de débattre à nouveau de l’étendue de cet ancien peuplement et de ses frontières lui-même placé dans l'Europe des oppida.

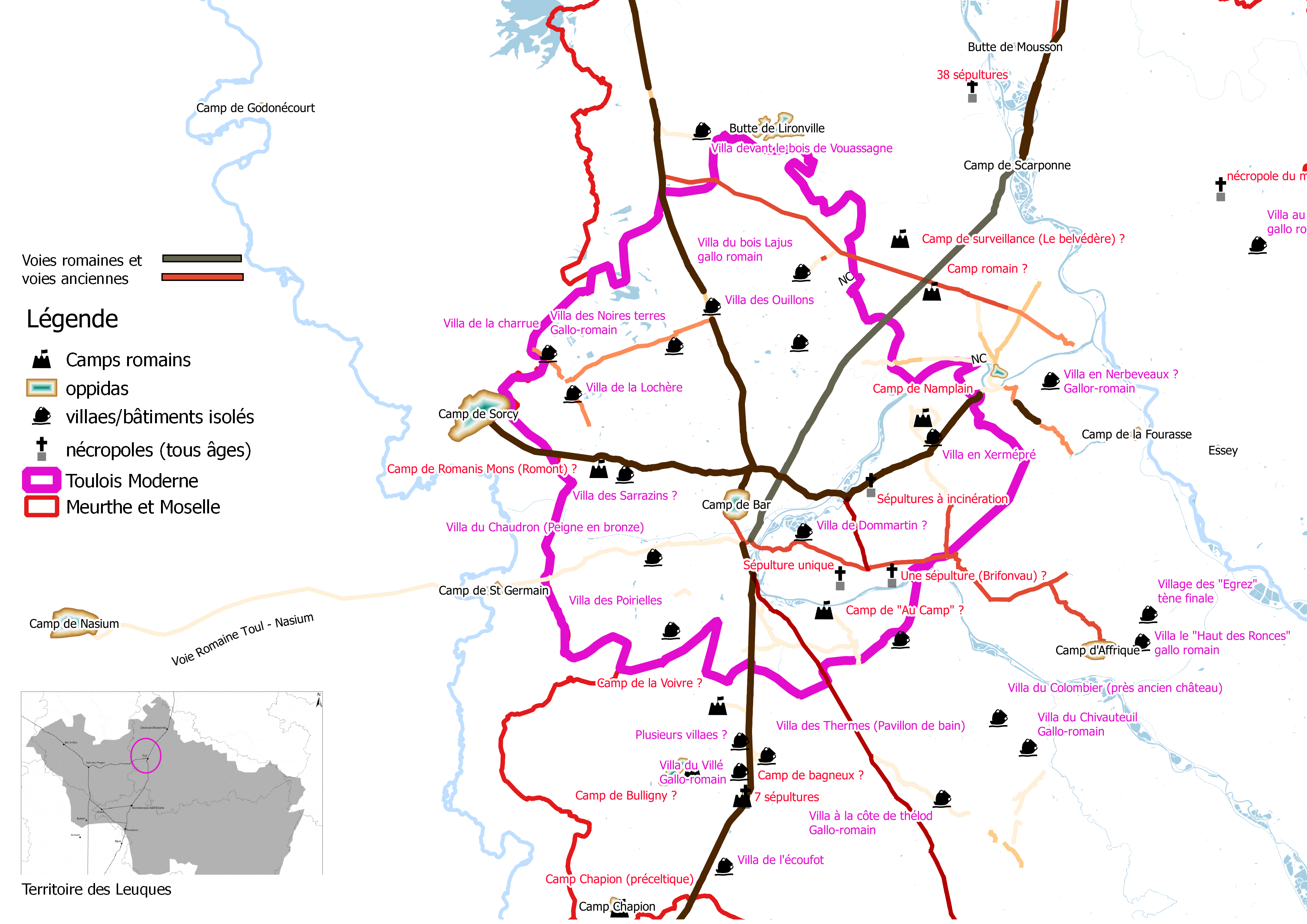
Report cartographiques d'indices d'occupation du Toulois à travers les âges.

Dans ce vaste espace historique et politique, le Toulois moderne (au sens de regroupement de communes) s'étend actuellement dans un espace restreint, à l'intérieur de « limites naturelles » ayant toujours existé : à l'ouest le fleuve Meuse, à l'est la Meurthe ensuite prolongée vers le nord par son confluent la rivière Moselle.
Au nord et au sud les limites sont peut-être plus floues (ou moins déterminées à ce jour), toutefois les recherches universitaires mettent en lumière l'existence d'un maillage de sites, de type éperon barré (en majorité) sur lesquels devait s'appuyer un peuplement diffus de fermes ou petits groupements villageois ayant succédé aux habitats nomades et troglodytes de la Préhistoire, principalement à l'âge du fer.
Certains sont attestés par la découverte de mobilier ou de fortifications (type murus gallicus) comme le site de La Côte de Châtel (55) à Sorcy-Saint-Martin, à la limite ouest du Toulois, d'autres sont plus hypothétiques ou peut être ont été utilisés sans être aménagés lors de crises, ainsi que le soulignent les archéologues « Le Mont Saint-Michel à Toul (Camp de bar - 54), sur lequel de nombreux chercheurs ont essayé de voir un oppidum, n’a jamais livré de mobilier de La Tène (D1). En 2003, une opération de diagnostic a permis de mettre en évidence les vestiges d’une occupation de la tène sur les pentes de la colline. Cependant, la localisation de cette fouille, tout en bas de la dénivellation, incite à interpréter ces découvertes comme les témoins d’un habitat non fortifié, installé sur une position naturelle non défensive. » Les habitats, peuplements sédentaires primitifs du Toulois, sont révélés d'abord par la densité des nécropoles de l'age du fer dont les plus connues sont toutefois éloignées du territoire toulois (Tomblaine, Void-Vacon) mais aussi par les sites à caractère religieux (sanctuaires) que le site de Mazeroie (nasium) à Naix-aux-Forges illustre bien (au pied de l’oppidum de Boviolles).
Parfois les sites d'habitat du Toulois ancien sont mieux connus par le recueil de mobilier (céramiques) comme à Toul, Gondreville et Villey-Saint-Étienne.
À partir de l'invasion romaine et avec la Pax Romana, les chemins qui reliaient ces cités ont été recouverts par les voies de communication rapides de l'empire ou délaissés lors de la « migration » des peuplements vers des villes de plaines dont la cité de Toul, installée dans le delta de l'Ingressin, est probablement une illustration.
Les recherches archéologiques localisent alors le long de ces voies, notamment, des implantations agricoles (Villae modestes ou plus étendues) qui ont précédé l’établissement finalement des bourgs et villages toulois, parfois autour de sanctuaires sans doute très anciens comme au pied des sources d'Écrouves, réputées dans l'histoire pour leur pouvoir de guérison mais également des camps provisoires ou non destinés au stationnement des troupes romaines chargées de la surveillance du territoire annexé.

## Le Toulois pendant l'ancien régime

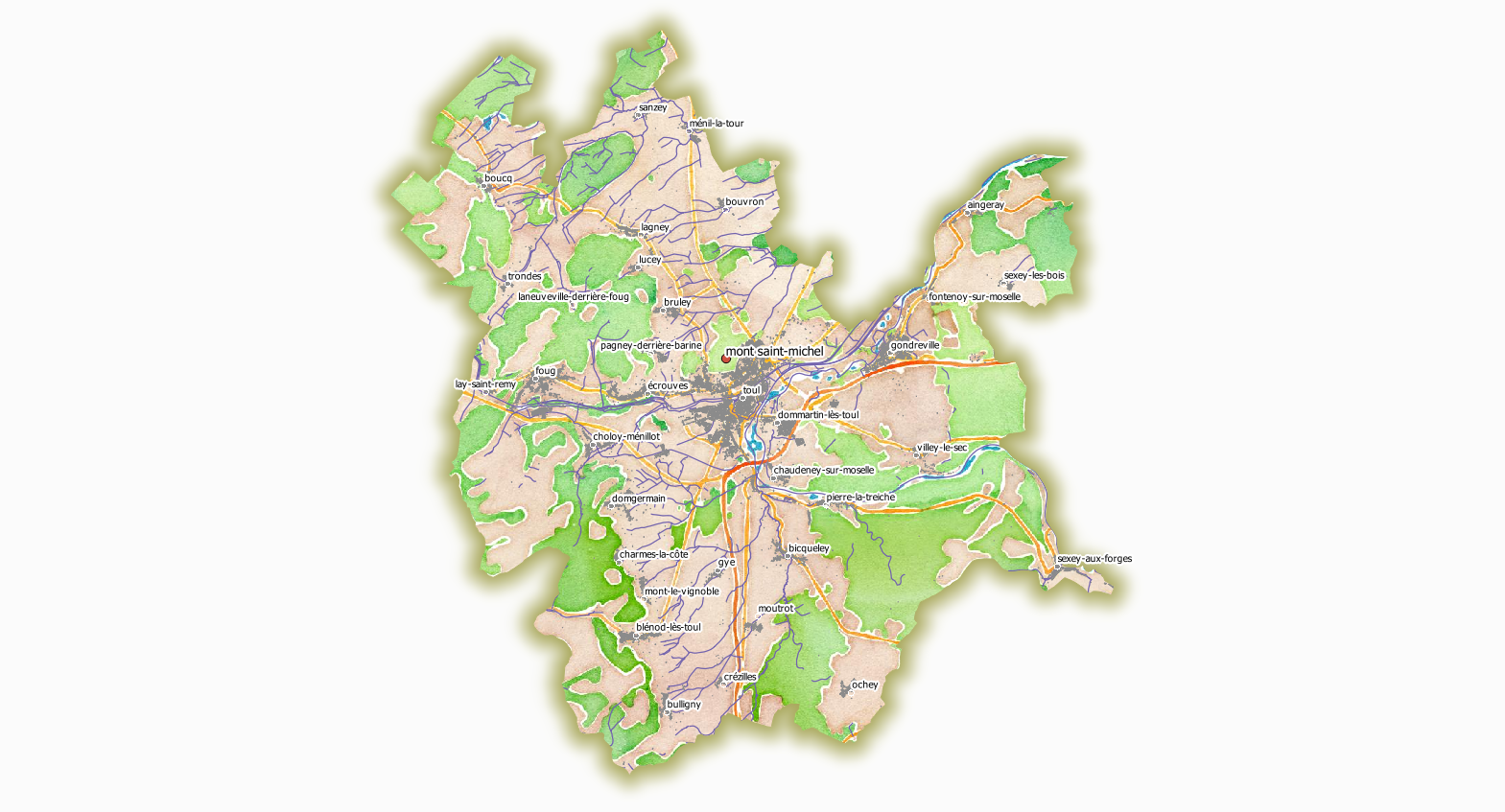

L'abbé Vaultrin, chanoine de la collégiale de Toul, brosse un portrait de la région du Toulois dans deux articles parus dans le Journal de l'agriculture, du commerce et des finances en 1768 : « Avant que d’entrer en matière je crois devoir indiquer l’étendue & les bornes de ce Pays ; je ne suivrai cependant pas les limites exactes, & je formerai un arrondissement dans lequel il se trouvera quelques Villages qui dépendent de Vaucouleurs, du Barrois & de la Lorraine : mais comme ils importent toutes leurs denrées en cette Ville, & que les biens appartiennent à l’Évêque, aux Chapitres, aux Abbayes, & même aux Habitans de Toul, j’ai cru pouvoir les comprendre dans cet arrondissement relativement à l'Agriculture. »
« En, conséquence, on entendra dans ce Mémoire par le Toulois, le Pays qui est à l'orient de Toul, depuis les Bois de Hay (1), jusqu’au Mont d'Anon (2) ; au midi, depuis cette même montagne, jusques à Commercy ; au couchant, depuis cette Ville, jusqu'à Dieulouard ; au nord, depuis cet endroit, jusqu’aux Bois de Hay à Ingerey (3) » (1) Haye
(2) Commune de Goviller
(3) commune d'Aingeray